# Lessius Mechelen
Lessius Mechelen (voorheen Katholieke Hogeschool Mechelen) was een Vlaamse katholieke hogeschool, lid van de Associatie KU Leuven. In 2012 fuseerde ze met Lessius Antwerpen en de Katholieke Hogeschool Kempen tot de Thomas More hogeschool.
Lessius Mechelen werd opgericht in 1995 in het kader van een rationalisatiegolf in het Vlaamse hoger onderwijs uit een fusie van een handelsschool, enkele normaalscholen, een school voor binnenhuiskunst ("COLOMA") en een school voor verpleegkunde. In het schooljaar 2009-2010 telde de verenigde hogeschool ongeveer 4300 studenten. In 2010 kwam er een tweede samenwerkingsronde waarbij ook het De Nayer Instituut toetrad. 
Van bij aanvang van de fusie maakte Lessius Mechelen deel uit van de associatie rond de Katholieke Universiteit Leuven.
Haute École Francisco Ferrer · Haute École Galilée · Haute École Paul-Henri Spaak · Haute École Lucia de Brouckère · Haute École Libre de Bruxelles Ilya Prigogine · Haute École ICHEC - ECAM - ISFSC · Institut des Hautes Études des Communications Sociales (IHECS) · Haute École de Bruxelles (HEB) · École pratique des hautes études commerciales · Haute École Léonard de Vinci · Haute École de la Province de Liège (HEPL) · Haute École de la Ville de Liège · Haute École Libre Mosane (HELMo) · Haute École Charlemagne (HECh) · Haute École de Namur-Liège-Luxembourg · Haute École de la Province de Namur (Namur) · Haute École Albert Jacquard · Haute École en Hainaut · Haute École Louvain en Hainaut · Haute École provinciale de Hainaut Condorcet · Haute École Robert Shuman